# Linia kolejowa nr 663
Linia kolejowa 663 – jednotorowa, zelektryfikowana linia kolejowa znaczenia miejscowego łącząca rejony SKz2 i SKz1 stacji Sosnowiec Kazimierz.